# Tělesná výchova

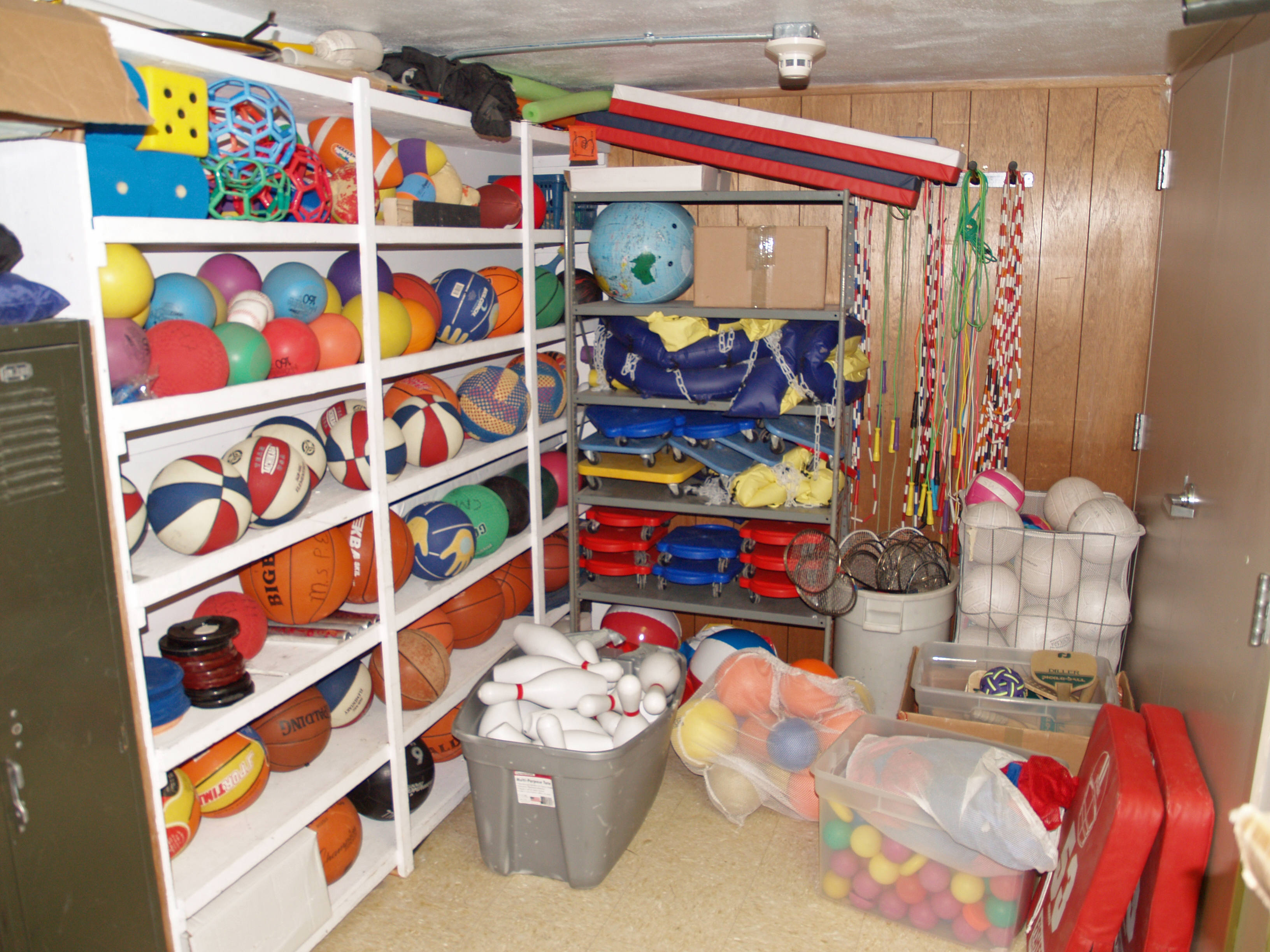
Vybavení tělocvičny

Tělesná výchova (tělovýchova) je jedna ze složek výchovy, která poskytuje základní pohybové vzdělání, zlepšuje zdraví a zvyšuje fyzickou kondici. Na školách je tělesná výchova povinný předmět v rozsahu dvou až tří hodin týdně,[zdroj?] na sportovních školách pak samozřejmě více. Její náplní jsou cvičení pořadová a průpravná, základní gymnastické a atletické cviky, plavání a hlavně sportovní hry, jako například fotbal, florbal, basketbal, volejbal. Tělesná výchova tvoří společně se sportem, turistikou, pohybovou rekreací a pohybovou terapií (ve smyslu komprehenzivní rehabilitace) základní složku tělesné kultury.
Tělesná gramotnost je pojmem 21. století, který nejdříve objevil ve sportovní literatuře, než byl aplikován na tělesnou výchovu. Koncept fyzické gramotnosti pokrývá pro studenta různé výhody. Ať už se jedná o motivaci, sebevědomí, fyzickou kompetenci, znalosti. Učitelé implementují tyto různé koncepty do svých plánů hodin, aby učili a rozvíjeli studenty odpovídajícím způsobem pro jejich individuální úspěch a vzdělávání. Zda má tělesná výchova pozitivní vliv na zdraví, chování a akademické výsledky studentů, závisí na druhu programu, který se vyučuje. Programy tělesné výchovy se na celém světě liší. Existují však celosvětové organizace, které umožňují lepší pochopení toho, kolik cvičení by mělo dítě denně provádět.

## Tělesná výchova v ČR

### Legislativa
Tělesná výchova v České republice je vládou spravována prostřednictvím Ministerstva školství, mládeže a tělovýchovy, podle §7 zákona č. 1/1969, Sb. Vláda jeho prostřednictvím může upravovat, jak probíhá výuka tělesné výchovy na školách, podporovat sport ve společnosti apod. 
Chápání tělesné výchovy a fyzického rozvoje občanů jako předmětu veřejného zájmu bylo legislativně ukotveno v roce 2001. Tento rok vstoupil v platnost zákon č. 115/2001 Sb. o podpoře sportu, který vymezil význam sportu ve společnosti jako „veřejně prospěšnou činnost poskytovanou v celospolečenském zájmu“. V tomto zákoně byla mimo jiné stanovena povinnost Ministerstva školství vytvářet v rámci svých kompetencí podmínky pro rozvoj sportu, zřizovat resortní sportovní centra a zařizovat jejich provoz. 

### Koncepce SPORT 2025
Momentální priority a cíle MŠMT v oblasti sportu jsou uvedeny v dokumentu Koncepce podpory sportu 2016-2025 – SPORT 2025. Ministerstvo jím navazuje na předchozí strategické dokumenty Plán podpory sportu v letech 2015-2017 a Koncepce státní podpory sportu v České republice a Státní podpora sportu pro rok 2011.
Hlavní priority, které tento dokument stanovil a kterých ministerstvo chce dosáhnout do roku 2025, jsou zastavení zhoršování tělesného zdraví dětí a růstu nadváhy, zvýšení úrovně tělesné gramotnosti, snížení nebo odstranění ekonomických zábran k účasti ve sportech a zajištění rovného přístupu ke všem účastníkům.
Dále koncepce SPORT 2025 identifikuje 8 oblastí, ve kterých vytyčuje strategické cíle, které chce MŠMT do konce roku 2025 dosáhnout. Tyto oblasti jsou:
1. Rozvoj sportu pro všechny
2. Rozvoj školního a univerzitního sportu
3. Odbornost ve sportu
4. Obnova a budování sportovních zařízení
5. Sport handicapovaných
6. Konkurenceschopnost sportovní reprezentace ČR
7. Komerční sport

V oblasti tělovýchovy ve školství si MŠMT stanovilo jako cíle navýšení počtu hodin pohybových aktivit, rozvoj programu školních sportovních klubů, podpoření školských sportovních soutěží, rozšíření nabídky volnočasových sportovních aktivit a stabilizace systému sportovních soutěží pro univerzitní studenty.
Další důležitou částí koncepce SPORT 2025 je navýšení dotací cílených na rozvoj sportu a zlepšení jejich stability. Výše státních dotací by dle koncepce měla být zvýšena z 0,3% státního rozpočtu na 1%. Dále by se měly zvýšit dotace jednotlivých krajů, které dle koncepce dosahují pouze třetiny průměru Evropské unie.

## EU a tělesná výchova
Evropská unie zpracovala v roce 2008 dokument EU Physical Activity Guidelines, který obsahuje doporučená politická opatření týkající se podpory sportu a tělesné aktivity. V oblasti školství doporučuje zajistit pohybovou aktivitu denně a na všech stupních výuky, a to jak v rámci obyčejné výuky, tak mimo ji. Tělesná aktivita pouze několik dní v týdnu se dle tohoto dokumentu prokázala jako neefektivní v zlepšování zdravotního stavu žáků. Dále jsou v dokumentu zmíněné podmínky, kterých by mělo být dosaženo, pokud chce stát v oblasti tělesné výchovy dosáhnout nejlepších učebních příležitostí. Mezi tyto podmínky jsou členěny např. vymezený čas ve školním rozvrhu, vhodné zázemí a vybavení, správné postupy pro hodnocení a kvalifikovaní vyučující.
Problematika tělesné výchovy ve školství je také oslovena v Bílé knize o sportu, kterou projednala Komise evropských společenství v Bruselu v roce 2007. Je zde zdůrazněna důležitost sportovního rozvoje na školách a univerzitách, podpora tělesné aktivity prostřednictvím programu celoživotního učení a možnost využití různých studentských programů (např. Comenius, Erasmus+ apod.) k rozvoji výchovných příležitostí prostřednictvím sportu. Také je zde zdůrazněna důležitost přípravy mladých sportovců na „dvojí kariéru“ a jejich zapojení do trhu práce po ukončení jejich sportovní kariéry.

## Trendy v tělesné výchově
Trendy tělesné výchovy se v době 21. století vyvinuly, aby kromě dovedností nutných k hraní typických týmových sportů, jako je fotbal nebo basketbal, zahrnovaly větší škálu aktivit. Seznámení studentů s aktivitami, jako je bowling, chůze / turistika nebo frisbee v raném věku, jim může pomoci rozvíjet správné návyky do dospělosti.
Někteří učitelé začali používat techniky snižování stresu, jako je jóga, hluboké dýchání a tai chi. Tai chi, forma starodávného bojového umění zaměřená na pomalé meditativní pohyby, je relaxační aktivita s mnoha výhodami. Studie prokázaly, že zvyšuje svalovou sílu a kardiovaskulární vytrvalost. Poskytuje také zlepšení po psychické stránce, jako je zlepšení celkového duševního zdraví, koncentrace, vědomí a pozitivní nálady. Lze jej naučit studenta každého věku s malým nebo s žádným vybavením, takže je ideální pro smíšené schopnosti a věkové třídy. Tai chi lze snadno začlenit do holistické učební jednotky těla a mysli.
Výuka netradičních sportů může studentům také poskytnout motivaci ke zvýšení aktivit a může jim pomoci poznávat různé kultury. Například, když se studenti učí o lakrosu v jihozápadních Spojených státech, mohou se také dozvědět o indiánských kulturách v severovýchodních Spojených státech a východní Kanadě, kde tento sport vznikl. Výuka netradičních (nebo nepůvodních) sportů poskytuje příležitost integrovat akademické koncepty i z jiných předmětů, což může nyní vyžadovat mnoho učitelů tělesné výchovy. Netradiční sport přináší výhody a výzvy pro ty, kteří se často snadno rozptýlí, jsou nekoordinovaní nebo mají menší zájem o tradiční sporty, což pomáhá zpřístupnit hodiny tělesné výchovy co nejširší skupině dětí.

## Zdraví
Tělesná výchova je velmi důležitá pro zdraví studentů a celkovou pohodu žáků. Centra pro kontrolu a prevenci nemocí uvádějí, že v letech 2015–2016 byla prevalence obezity u dětí předškolního věku (věk 2–5) 13,9%, dětí školního věku (věk 6–11) 18,4% a dospívajících (věk 12–19) 20,6% mezi americkou mládeží. Od 70. let se počet obézních dětí ztrojnásobil.
Zákon o výživě dětí a opětovném povolení WIC z roku 2004 vyžadoval, aby všechny školní obvody s federálně financovaným programem školního jídla vytvářely wellness politiky, které se budou zabývat výživou a fyzickou aktivitou. Při výuce studentů sportovních a pohybových dovedností nyní učitelé tělesné výchovy začleňují do výuky krátké lekce o zdraví a výživě. To převládá na úrovni základní školy, kde studenti nemají konkrétní kontrolu nad svým zdraví. V poslední době má většina základních škol specifické hodiny o zdraví pro studenty i hodiny tělesné výchovy. Vzhledem k nedávným propuknutím nemocí, jako je prasečí chřipka. Školní obvody ukládají studentům povinné se učit o správné hygieně spolu s dalšími zdravotními tématy. Pokud se děti zapojí do nezdravého chování, jako jsou špatné stravovací návyky, nedostatek spánku nebo přehnaně strávený čas na obrazovce nebo jiné sedavé chování, je méně pravděpodobné, že se učí vývojově vhodně. Dnes mnoho států vyžaduje, aby učitelé tělesné výchovy měli osvědčení pro výuku kurzů zdraví. Mnoho vysokých škol a univerzit nabízí tělesnou výchovu i zdraví jako jednu certifikaci. Tento tlak na výchovu ke zdraví začíná na střední úrovni, včetně lekcí o šikaně, sebeúctě a zvládání stresu a hněvu. Výzkum ukázal, že existuje pozitivní korelace mezi vývojem mozku a cvičením.

## Technologie v tělesné výchově
Technologie se v tělesné výchově používají, aby se žákům pomohlo při cvičení. Jedním z nejdostupnějších a nejoblíbenějších nástrojů je jednoduchý videorekordér. Díky tomu mohou studenti vidět chyby, které dělají ve věcech, jako je házení nebo skok do dálky.
Studie ukazují, že pro studenty je to efektivnější, než když se někdo pokusí vysvětlit, co dělá špatně, a poté se to snaží napravit. Pedagogové mohou použít technologie, jako jsou krokoměry a monitory srdečního tepu, ke stanovení cílů kroků a tepové frekvence pro studenty. Mezi další technologie, které lze v prostředí tělesné výchovy použít, patří videoprojektory, GPS a hry a herní systémy, jako jsou Kinect, Wii Fit a Dance Dance Revolution.
Projektory mohou studentům ukázat správnou formu nebo jak hrát určité hry. K aktivizaci studentů ve venkovním prostředí mohou být použity systémy GPS a učitelé mohou pomocí aktivních exergames ukázat studentům dobrý způsob, jak zůstat v kondici i mimo učebnu. Simulátory jsou účinným způsobem, jak přispět k aktivitě v určitých podmínkách. Spolu s videoprojektory, GPS a herními systémy, jako jsou Kinect a Wii, jsou přínosné simulátory, kde účastník používá brýle k uvedení do určitého prostředí.
Jednou z metod běžně používaných u starších osob, která by mohla být prospěšná pro děti, by byl simulátor jízdy na koni. Tento simulátor umožňuje, aby byl účastník uveden do nastavení země, kde se může volně pohybovat po více polích. Je vědecky prokázáno, že tento simulátor pomáhá udržovat rovnováhu a stabilitu. 

## Tematické celky tělesné výchovy
- gymnastika a lidové tance
- úpoly
- atletika
- sportovní hry
- plavání
- lyžování, snowboarding, bruslení
- netradiční sportovní a pohybové hry
- turistika a pobyt v přírodě
- zdravotní tělesná výchova a léčebná tělesná výchova
- aplikovaná tělesná výchova